# غنجة اي كهنة (سررود الشمالي)
غنجة اي کهنة (بالفارسية: گنجه‌ای کهنه) هي قرية تقع في إيران في قسم سررود الشمالي الريفي. يقدر عدد سكانها بـ 812 نسمة .